# What If...? (mùa 1)
Mùa đầu tiên của loạt phim hoạt hình Mỹ What If...? (tạm dịch: Sẽ ra sao nếu...?), dựa trên loạt phim cùng tên của Marvel Comics, khám phá các dòng thời gian thay thế trong đa vũ trụ cho thấy điều gì sẽ xảy ra nếu những khoảnh khắc quan trọng trong các bộ phim của Vũ trụ Điện ảnh Marvel xảy ra khác đi. Nó lấy bối cảnh trong Vũ trụ Điện ảnh Marvel (MCU). Bradley là biên kịch chính cùng Bryan Andrews đạo diễn.

## Danh sách tập phim
| TT. tổng thể | TT. trong mùa phim | Tiêu đề                                                             | Đạo diễn      | Biên kịch                         | Ngày phát sóng gốc  |
| --- | ------------------ | ------------------------------------------------------------------- | ------------- | --------------------------------- | ------------------- |
| 1 | 1                  | "Sẽ ra sao nếu... Peggy Carter trở thành Avenger đầu tiên?"         | Bryan Andrews | A. C. Bradley                     | 11 tháng 8 năm 2021 |
| Trong Thế chiến hai, Steve Rogers được chọn để trở thành siêu chiến binh đầu tiên trên thế giới, nhưng bị thương bởi một điệp viên Hydra trước khi anh ta có thể nhận được huyết thanh siêu chiến binh, xuất phát từ việc đặc vụ SSR Peggy Carter quyết định ở lại khu thử nghiệm chính. Peggy giết tên gián điệp và thay vào đó nhận được huyết thanh. Cô được tăng cường sức mạnh nhưng bị cấm chiến đấu bởi lãnh đạo SSR John Flynn. Sau khi cô lấy khối Tesseract từ Hydra bằng một chiếc khiên vibranium do nhà phát minh Howard Stark tạo ra, Flynn miễn cưỡng thăng chức cho cô vào vai trò chiến đấu của "Đại úy Carter". Stark sử dụng Tesseract để tạo ra một bộ giáp được vũ khí hóa để Rogers làm phi công với cái tên "Hydra Stomper". Carter và Rogers đánh nhau nhiều trận cho đến khi anh ta mất tích khi đang tấn công một đoàn tàu Hydra. Carter và các đồng minh của cô tìm thấy Rogers khi họ xâm nhập vào một căn cứ của Hydra và thấy Red Skull sử dụng Tesseract để mở một cánh cổng và triệu hồi một sinh vật xuyên không gian, giết chết anh ta. Carter bước vào cổng đóng để buộc sinh vật trở lại. Gần 70 năm sau, khối Tesseract mở ra một cánh cổng khác mà từ đó Carter xuất hiện, gặp Nick Fury và Clint Barton.                                                       |                    |                                                                     |               |                                   |                     |
| 2 | 2                  | "Sẽ ra sao nếu... T'Challa trở thành Star-Lord?"                    | Bryan Andrews | Matthew Chauncey                  | 18 tháng 8 năm 2021 |
| Vào năm 1988, nhóm Ravagers được một Celestial gọi là Ego gửi đến Trái đất để lấy con trai của ông ta là Peter Quill, nhưng lại bắt cóc đứa trẻ T'Challa từ Wakanda. Hai mươi năm sau, T'Challa trở thành lính đánh thuê nổi tiếng khắp thiên hà với biệt danh "Star-Lord" và được thủ lĩnh Ravagers Yondu Udonta thuyết phục rằng Wakanda đã bị tiêu diệt. Nebula tiếp cận Ravagers và đề xuất đánh cắp Embers of Genesis, một hiện vật vũ trụ có khả năng xóa bỏ nạn đói của thiên hà, từ tên trùm thiên hà Taneleer Tivan. Tại trụ sở chính của Tivan trên Knowhere, họ đưa cho hắn ta Viên đá Sức mạnh như một sự phân tâm. Trong khi đó, T'Challa tìm kiếm Embers, nhưng anh tìm thấy một phi thuyền Wakanda đang tìm kiếm anh. Nebula dường như phản bội Ravagers, những người đã bị bắt, nhưng đây là một mưu mẹo khác để lấy được Embers of Genesis. Carina, nô lệ của Tivan đã giải cứu T'Challa và giúp Ravagers đánh bại Tivan. T'Challa tha thứ cho Udonta vì đã nói dối về Wakanda, và họ quay trở lại đó để T'Challa có thể đoàn tụ với gia đình của mình. Ở một nơi khác, Ego tiếp cận Quill, một nhân viên của quán Dairy Queen. |                    |                                                                     |               |                                   |                     |
| 3 | 3                  | "Sẽ ra sao nếu ... Thế giới mất đi những anh hùng vĩ đại nhất?"     | Bryan Andrews | A. C. Bradley và Matthew Chauncey | 25 tháng 8 năm 2021 |
| Trong suốt một tuần, Giám đốc S.H.I.E.L.D. Nick Fury cố gắng chiêu mộ các anh hùng cho Dự án Avengers, nhưng họ đều bị giết một cách bí ẩn: Natasha Romanoff tiêm cho Tony Stark một mũi tiêm gây tử vong bất ngờ, Clint Barton vô tình bắn chết Thor trước khi chết trong sự giam giữ của S.H.I.E.L.D., Bruce Banner / Hulk phát nổ, và Romanoff bị tấn công và bị giết khi đang điều tra các vụ giết người khác. Trước khi cô chết, Romanoff nói với Fury rằng những vụ giết người có liên quan đến "Hope". Người Asgard, dẫn đầu bởi Loki, đến Trái Đất để trả thù cho Thor, nhưng Fury đề xuất một liên minh để bắt kẻ giết người. Fury suy ra rằng Hank Pym là kẻ sát nhân và đã sử dụng công nghệ thu nhỏ của mình để thực hiện các vụ giết người nhằm trả thù cho cái chết của con gái mình, Hope van Dyne, người đã chết trong nhiệm vụ của một đặc vụ S.H.I.E.L.D. Fury và Loki đánh bại Pym, người bị giam giữ ở Asgard. Loki chọn ở lại Trái đất, trở thành người cai trị nó. Fury bắt đầu tập hợp nhiều anh hùng hơn, tìm thấy Steve Rogers bị đóng băng và triệu tập Carol Danvers đến Trái Đất. |                    |                                                                     |               |                                   |                     |
| 4 | 4                  | "Sẽ ra sao nếu ... Bác sĩ Strange mất đi tình yêu thay vì đôi tay?" | Bryan Andrews | A. C. Bradley                     | 1 tháng 9 năm 2021  |
| Sau khi mất bạn gái là bác sĩ Christine Palmer trong một vụ tai nạn ô tô, Bác sĩ Stephen Strange đến Kamar-Taj và học Mystic Arts. Anh phát hiện ra Con mắt Agamotto, thứ có thể thao túng thời gian, nhưng được Cổ Lão Nhân và Wong cảnh báo rằng làm như vậy có thể phá hủy thực tại. Hai năm sau, Strange nhiều lần cố gắng sử dụng Con mắt để cứu Palmer, nhưng cô vẫn chết trong mọi tình huống. Cổ Lão Nhân nói với Strange rằng cái chết của Palmer là một "điểm tuyệt đối" trong dòng thời gian không thể hoàn tác, nhưng Strange từ chối lắng nghe. Sử dụng sức mạnh của Chiều không gian tối, Cổ Lão Nhân chia Strange thành hai phiên bản thay thế: một Strange chấp nhận cái chết của Palmer trong khi bản kia có được sức mạnh bằng cách hấp thụ các sinh vật thần bí, trở thành Strange Supreme. Phiên bản độc ác này áp đảo Strange tốt, hấp thụ anh và sử dụng sức mạnh của mình để hồi sinh Palmer, xé nát thực tại. Strange tối cao cầu xin Watcher giúp đỡ, nhưng anh ta từ chối can thiệp. Palmer tan rã và vũ trụ sụp đổ, để lại Strange Supreme đau buồn một mình. |                    |                                                                     |               |                                   |                     |
| 5 | 5                  | "Sẽ ra sao nếu ...Tận thế Zombies?!"                                | Bryan Andrews | Matthew Chauncey                  | 8 tháng 9 năm 2021  |
| Trong Lượng tử giới, Hank Pym tìm thấy Janet van Dyne, nhưng bà đã lây nhiễm cho ông một loại virus lượng tử. Họ quay trở lại Trái đất và gây ra tận thế thây ma. Hai tuần sau, một nhóm những người sống sót — Bruce Banner, Hope van Dyne, Peter Parker, Bucky Barnes, Okoye, Sharon Carter, Happy Hogan và Kurt — biết được có khả năng chữa khỏi ở Trại Lehigh. Họ mất Hogan, Carter và Hope trước các cuộc tấn công của thây ma trên đường đến đó, nơi họ gặp Vision. Viên đá Tâm trí của anh ấy có thể đảo ngược virus, được minh chứng bởi việc Scott Lang đã được chữa khỏi và đầu của anh ta vẫn còn sống trong một cái lọ, nhưng Wanda Maximoff bị nhiễm bệnh đã miễn nhiễm với thuốc chữa và Vision đã đưa những mảnh của T'Challa cho cô ta. Maximoff thoát ra và giết Kurt, Okoye và Barnes. Vision tự sát để đưa Viên đá Tâm trí cho Parker. Banner biến thành Hulk và hy sinh bản thân để chiến đấu với Maximoff, cho phép những người khác trốn thoát. Để truyền năng lượng của Viên đá ra khắp thế giới, Parker, Lang và T'Challa đi đến Wakanda, nơi Thanos bị nhiễm virus đang đeo chiếc Găng tay Vô cực gần như hoàn chỉnh. |                    |                                                                     |               |                                   |                     |
| 6 | 6                  | "Sẽ ra sao nếu ... Killmonger giải cứu Tony Stark?"                 | Bryan Andrews | Matthew Chauncey                  | 15 tháng 9 năm 2021 |
| Tại Afghanistan, Tony Stark bị phục kích bởi nhóm khủng bố Ten Rings, nhưng được Erik "Killmonger" Stevens cứu. Họ quay trở lại Stark Industries, nơi Killmonger vạch trần sự tham gia của Obadiah Stane trong cuộc phục kích trước khi giúp Stark chế tạo một robot không người lái chiến đấu hình người bằng vibranium. Cần thêm vibranium để tạo ra một đội quân robot không người lái, họ sắp xếp để James Rhodes mua nó từ Ulysses Klaue. Theo kế hoạch của Killmonger, Klaue tiết lộ thông tin về giao dịch cho Wakanda để thu hút T'Challa. Killmonger giết cả T'Challa và Rhodes, dàn dựng như thể họ giết lẫn nhau. Stark đối mặt với Killmonger, nhưng Killmonger giết anh ta và làm cho nó giống như một cuộc tấn công của người Wakanda. Killmonger sau đó giết Klaue và đoàn tụ với người thân của hắn ở Wakanda. Thaddeus Ross cử đội quân robot không người lái tấn công Wakanda, nhưng Killmonger đã giúp người Wakanda đánh bại họ, trở thành Black Panther mới. Khi Hoa Kỳ chuẩn bị một cuộc tấn công khác, em gái của T'Challa là Shuri đến thăm Pepper Potts, người đang nghi ngờ Killmonger, và đề xuất một liên minh để vạch trần sự thật. |                    |                                                                     |               |                                   |                     |
| 7 | 7                  | "Sẽ ra sao nếu ... Thor là con một?"                                | Bryan Andrews | AC Bradley                        | 22 tháng 9 năm 2021 |
| Sau khi đánh bại Những Người khổng lồ Băng, Odin phát hiện ra đứa trẻ sơ sinh bị bỏ rơi Loki và trả nó lại cho Laufey. Nhiều thế kỷ sau, Thor, con trai duy nhất của Odin đã trở thành một hoàng tử huyên náo, thích tiệc tùng. Trong khi Odin ngủ và Frigga đi vắng, Thor du hành đến Trái đất để tổ chức một bữa tiệc lớn với những người ngoài hành tinh từ khắp vũ trụ. Sự xuất hiện của anh ta thu hút sự chú ý của Jane Foster và Darcy Lewis, những người tham gia bữa tiệc. Khi Thor và Foster trở nên thân thiết, quyền giám đốc Maria Hill của S.H.I.E.L.D. triệu tập Carol Danvers để kết thúc sự hủy diệt do trò hề của Thor gây ra. Danvers không thể đánh bại Thor nếu không phát huy hết sức mạnh của mình, vì vậy Lewis và Hill đề nghị cô tham gia cuộc chiến ở một khu vực ít dân cư hơn trong khi Foster liên lạc với Frigga nhờ sự giúp đỡ của Heimdall. Hill đã sẵn sàng cho một cuộc tấn công hạt nhân khi Danvers và Thor bắt đầu chiến đấu một lần nữa, nhưng Frigga liên lạc với họ và nói rằng cô ấy sẽ đến. Thor và những người tham gia bữa tiệc dọn dẹp đống lộn xộn trước khi bà đến. Sau đó, Thor mời Foster đi hẹn hò nhưng bị gián đoạn bởi một đội quân người máy dẫn đầu bởi Ultron, kẻ đang trong cơ thể của Vision và sở hữu tất cả sáu Viên đá Vô cực.          |                    |                                                                     |               |                                   |                     |
| 8 | 8                  | "Sẽ ra sao nếu ... Ultron chiến thắng?"                             | Bryan Andrews | Matthew Chauncey                  | 29 tháng 9 năm 2021 |
| Ultron, đã lấy đi Viên đá Tâm trí và cơ thể vibranium của Vision, đã đánh bại Avengers và phát động một cuộc tàn sát hạt nhân toàn cầu, giết chết hầu hết nhân loại. Khi Thanos xuất hiện trên Trái đất để hoàn thành Găng tay Vô cực, Ultron đã chẻ đôi hắn và lấy phần còn lại của những Viên đá Vô cực, sử dụng chúng để tạo ra một đội quân người máy không người lái khổng lồ mà hắn xóa sổ gần như toàn bộ sự sống trong vũ trụ của mình. Ultron sau đó nghe thấy Watcher, phát hiện ra sự tồn tại của đa vũ trụ, và tấn công Watcher trong đài quan sát đa vũ trụ của ông. Trong khi đó, Clint Barton và Natasha Romanoff sống sót sau các cuộc tấn công của Ultron và tìm thấy bản sao tâm trí của Arnim Zola ở Siberia. Họ tải Zola vào một cơ thể người máy để cố gắng phá hủy tâm trí tổ ong của Ultron, nhưng nó không thành công vì Ultron đã rời khỏi vũ trụ của họ. Barton hy sinh bản thân để cho Romanoff và Zola trốn thoát khỏi đám người máy của Ultron. Ultron chiến đấu với Watcher trên các vũ trụ khác nhau và đánh bại ông. Watcher chạy đến vũ trụ sụp đổ của Strange Supreme để nhờ anh ta giúp đỡ trong khi Ultron lên kế hoạch chinh phục đa vũ trụ. |                    |                                                                     |               |                                   |                     |
| 9 | 9                  | "Sẽ ra sao nếu ... The Watcher phá vỡ lời thề?"                     | Bryan Andrews | AC Bradley                        | 6 tháng 10 năm 2021 |
| The Watcher tuyển dụng Strange Supreme, Captain Carter, Star-Lord T'Challa, "Party" Thor, Black Panther Killmonger, và một phiên bản của Gamora, người đã giết Thanos từ vũ trụ tương ứng của họ để chiến đấu với Ultron, gọi họ là " Vệ binh Đa vũ trụ". Họ đối đầu với Ultron trong một vũ trụ không có sự sống, nơi Strange triệu hồi một đám zombie, bị Ultron áp đảo. Trong vũ trụ quê hương của Ultron, các Guardians chạm trán với Natasha Romanoff. Với sự giúp đỡ của Carter, Romanoff bắn Ultron bằng một mũi tên chứa tâm trí của Arnim Zola. Zola tiêu diệt Ultron từ bên trong và kiểm soát cơ thể của anh ta, trong khi Killmonger phản bội các Vệ binh và cố gắng giành lấy các Viên đá Vô cực của Ultron cho chính mình. Khi Zola và Killmonger tranh giành các Viên đá, Strange và Watcher phong ấn chúng trong một không gian bỏ túi có vòng lặp thời gian, được Strange đồng ý để trông chừng. The Watcher đưa Strange, Carter, T'Challa, Gamora và Thor về vũ trụ tương ứng của họ. Romanoff từ chối quay trở lại vũ trụ của cô ấy, vì vậy ông đưa cô ấy đến một vũ trụ mà các ứng cử viên Dự án Avengers đã bị ám sát, nơi cô ấy giúp sức đánh bại Loki. Trong cảnh mid-credit, Carter và Romanoff trong vũ trụ của cô ấy phát hiện ra bộ giáp Hydra Stomper có ai đó bên trong. |                    |                                                                     |               |                                   |                     |

## Phát hành
What If ...? mùa 1 ra mắt trên Disney + vào ngày 11 tháng 8 năm 2021; bao gồm 9 tập được phát hành hàng tuần cho đến ngày 6 tháng 10.